# Narodna skupština Nikaragve
Narodna skupština Nikaragve (špa.: Asamblea Nacional) predstavničko je tijelo građana i nositelj zakonodavne vlasti u Nikaragvi.

## Sastav
Narodna skupština Nikaragve je jednodomno zakonodavno tijelo koji se sastoji od 92 zastupnika. Njih 90 se bira općim izborima prema proporcionalnoj zastupljenosti na osnovi iz stranačkih lista: 20 nacionalnih i 70 koji predstavljaju okruge i autonomne pokrajine. Osim toga, predsjednik Republike, koji je služio prethodni predsjednički mandat ima pravo sjediti u Skupštini kao zamjenik, kao i drugoplasirani u posljednjem predsjedničkim izborima. Mandat predsjednika i Narodne skupština istodobno traje pet godina.
Kako bi bili podobni za izbor u Skupštinu, kandidati moraju biti (čl. 134, ustav.):
- Državljani Nikaragve.
- U potpunosti uživati politička i građanska prava.
- Stari najmanje 21 godina.
- Stanovnici zemlje u trajanju od najmanje četiri godine, prije izbora (izuzeci su članovi diplomatskog kora i djelatnici međunarodnih organizacija, kao i one koji se nedavno vratili sa studija u inozemstvu).
- Rođeni u okrugu ili autonomnoj pokrajini koju moguće predstavlju, ili tamo boraviti najmanje dvije godine prije izbora.

## Parlamentarni klubovi
Zastupnici su organizirani u tri parlamentarna kluba (bancadas).
- Sandinistička fronta nacionalnog oslobođenja (FSLN): 63 zastupnika
- Samostalna liberalna stranka (PLI): 27 zastupnika
- Konstitucionalna liberalna stranka (SPS): 2 zamjenika

## Vanjske poveznice
- Službena stranica (šp.)